# BMW B58
Der BMW B58 ist ein Reihensechszylinder-Ottomotor des Automobilherstellers BMW. Gemeinsam mit dem B38 (Reihendreizylindermotor), B48 (Reihenvierzylindermotor) und den drei Dieselmotoren B37 (Dreizylinder), B47 (Vierzylinder) und B57 (Sechszylinder) gehört der B58 zu den neuesten Baukastenmotoren von BMW. Er erschien 2015.
Sogenanntes Leitwerk für diese Motoren ist das BMW-Werk Steyr.

## Konstruktion
Der BMW-B58-Reihensechszylindermotor hat wie sein direkter Vorgänger N55 (und im Gegensatz zum N54) nur einen Turbolader; dieser ist (auch wie beim N55) in Twin-Scroll-Bauweise ausgeführt. Das Volumen von 500 cm³ des einzelnen Zylinders ergab sich aus thermodynamischen Überlegungen.
Anders als beim N55 wird die Ladeluft für besseres Ansprechverhalten mit Wasser indirekt gekühlt.
Weiter trägt die indirekte Ladeluftkühlung zum verbesserten Wirkungsgrad bei.
Der B58 ist mit Direkteinspritzung, vollvariabler Ventilhubsteuerung Valvetronic der neuesten Generation und variabler Nockenwellensteuerung VANOS ausgestattet. Bis 2018 betrug der Einspritzdruck 200 bar.
Durch die bei BMW traditionell übliche Reihensechszylinderbauweise sind keine freien Massenmomente und -kräfte der ersten, zweiten und dritten Ordnung vorhanden. Dadurch ist, anders als bei B47, B48 und B38, keine Ausgleichswelle erforderlich. Wegen des gesteigerten Drehmoments sind sowohl die Pleuel, als auch die Kurbelwelle geschmiedet.
Kurbelgehäuse (Motorblock), Zylinderkopf und Ölwanne bestehen aus Aluminium. Der Motorblock ist in Closed-Deck-Bauweise gegossen, mit lichtbogendrahtgespritzten (LDS) Stahlzylinderlaufbahnen direkt auf das Aluminium. Das ergibt den Vorteil der direkteren Wärmeübertragung, einfacher Herstellung und Verschleißfestigkeit auch gegen schwefelhaltige Kraftstoffe, wie sie in Amerika vorkommen. Aus demselben Grund werden auch nicht Piezo-Einspritzdüsen, sondern die robusteren Spulen-Injektoren verwendet.
Der B58-Motor hat wieder eine mechanisch angetriebene Wasserpumpe statt der in den vergangenen Jahren üblichen elektrisch angetriebenen Wasserpumpe im Kühlkreislauf: Die Pumpe ist Teil der Wärmemanagementkomponente, die den Wasserstrom gezielt regeln kann. Zusätzlich gibt es noch eine elektrische Wasserpumpe, die hauptsächlich die Lager des Turboladers vor Überhitzung schützen soll, wie es bei heißem Abstellen vorkommen kann.
Inzwischen gibt es für fast alle Modelle, in denen der Motor eingebaut wurde, auf Wunsch eine M-Performance Sound + Power-Abgasanlage mit Klappenauspuff, die bei Automatikgetriebe-Fahrzeugen das Drehmoment von üblicherweise 450 Nm auf 500 Nm hebt, bei handgeschalteten Getrieben aus Haltbarkeitsgründen auf 480 Nm.

### Änderungen Oktober 2018
Im Oktober 2018 stellte BMW einige Verbesserungen vor: Der Motor ist sechs Kilogramm leichter geworden (zwei beim Motorblock, zwei beim Zylinderkopf und weitere zwei durch einen einteiligen Kettentrieb), durch neue Einspritzdüsen konnte der Einspritzdruck auf 350 bar gesteigert werden, das Geräusch wurde durch eine neue Position der Gegengewichte der Kurbelwelle verringert. Dabei flossen Erkenntnisse der Mehrkörpersimulation ein, und die weiterhin geschmiedete Kurbelwelle wurde zwei Kilogramm leichter.
Durch den einteiligen Kettentrieb kann ein Stützrad entfallen, was gemeinsam mit verbesserter Gleitschienen-Gestaltung zu 30 Prozent weniger Reibung im Kettentrieb führt.
Die leistungsschwächere Version, die „mittlere Leistungsstufe“, hat einen neuen Zylinderkopf mit integriertem Krümmer, was Vorteile beim Wärmemanagement hat und unter anderem eine effizientere Verteilung der Wärme an wichtigen Stellen erlaubt. Auch der Abgasturbolader der Mittleren Leistungsstufe wurde an die neue Position des Krümmers angepasst. Generell haben nun Zylinderkopf und Kurbelgehäuse eigene Kühlkreisläufe („Split-Cooling-Ansatz“). Dadurch kann die Zylinderwandtemperatur hoch bleiben, was Vorteile bei der Verbrennung und bei einem Lastsprung weniger Rußpartikel bewirkt.

### Sportversion S58
Im Jahr 2019 kam mit dem BMW X3 M/BMW X4 M eine vom B58 abgeleitete Sportversion BMW S58 auf den Markt, die aber mit dem B58 nur zehn Prozent der Teile gemeinsam hat.

### Änderungen April 2022
Im April 2022 stellt BMW mit der Einführung der Modellpflege des BMW X7 (B58TÜ2) einige Verbesserungen vor: Durch die Verwendung des Miller-Brennverfahren können die Emissionen über den gesamten Lastbereich reduziert werden. Die vollvariable Ventilhubsteuerung Valvetronic erhält auf der Auslassnockenwelle einen Schlepphebel, der bei Bedarf den Ladungswechsel vollständig unterbinden kann. Des Weiteren wird die Nockenwellenverstellung VANOS nicht mehr mechanisch durch Öldruck, sondern elektrisch betrieben. Darüber hinaus wird zusätzlich zum Hochdruck-Direkteinspritzsystem ein Niederdruck-Saugrohreinspritzsystem verwendet, was die Strömungsverhältnisse beeinflusst, wodurch Partikelausstoß und Leerlaufverhalten verbessert werden. Eine weitere Verbesserung ist, wie bereits im B48 (Vierzylinder), die Integration des Abgaskrümmers in den Zylinderkopf.

## Daten
| Motortyp                            | Hubraum          | Bohrung × Hub   | Leistung (kW/PS) bei 1/min    | Drehmoment (Nm) bei 1/min |
| ----------------------------------- | ---------------- | --------------- | ----------------------------- | ------------------------- |
| B58B30S                             | 3,0 L (2998 cm³) | 82 mm × 94,6 mm | 230 kW (313 PS) bei 5000–6500 | 450 Nm bei 1750–4700      |
| B58B30M0                            | 3,0 L (2998 cm³) | 82 mm × 94,6 mm | 240 kW (326 PS) bei 5500–6500 | 450 Nm bei 1380–5000      |
|                                     | 3,0 L (2998 cm³) | 82 mm × 94,6 mm | 250 kW (340 PS) bei 5500–6500 | 450 Nm bei 1380–5200      |
| B58B30A                             | 3,0 L (2998 cm³) | 82 mm × 94,6 mm | 250 kW (340 PS) bei 5500      | 500 Nm bei 1520–4500      |
| B58B30C                             | 3,0 L (2998 cm³) | 82 mm × 94,6 mm | 250 kW (340 PS) bei 5000–6500 | 500 Nm bei 1600–4500      |
|                                     | 3,0 L (2998 cm³) | 82 mm × 94,6 mm | 265 kW (360 PS) bei 5500–6500 | 500 Nm bei 1520–4800      |
| B58B30TÜ1 „mittlere Leistungsstufe“ | 3,0 L (2998 cm³) | 82 mm × 94,6 mm | 250 kW (340 PS) bei 5000–6500 | 500 Nm bei 1600–4500      |
| B58B30TÜ1 „obere Leistungsstufe“    | 3,0 L (2998 cm³) | 82 mm × 94,6 mm | 275 kW (374 PS) bei 5500–6500 | 500 Nm bei 1850–5000      |
| B58TÜ2                              | 3,0 L (2998 cm³) | 82 mm × 94,6 mm | 280 kW (380 PS) bei 5200–6250 | 520 Nm bei 1850–5000      |

Technische Daten des BMW 7er G11. Gegenüber dem N55 konnte das Plateau der maximalen Leistung weiter verbreitert werden.

## Verwendung

### 3,0 l 210 kW (286 PS)
- G05 als X5 xDrive45e (08/2019 – 02/2023)
- G11 als 745e (2019 – 06/2022)
- G30 LCI als 545e Limousine (07/2020 – 06/2023)
- G70 als 735i (seit 11/2022, außerhalb von Europa)

### 3,0 l 230 kW (313 PS)
- G05 LCI als X5 xDrive50e (ab 4/23)
- G70 als 750e xDrive (seit 03/2023)

### 3,0 l 240 kW (326 PS)

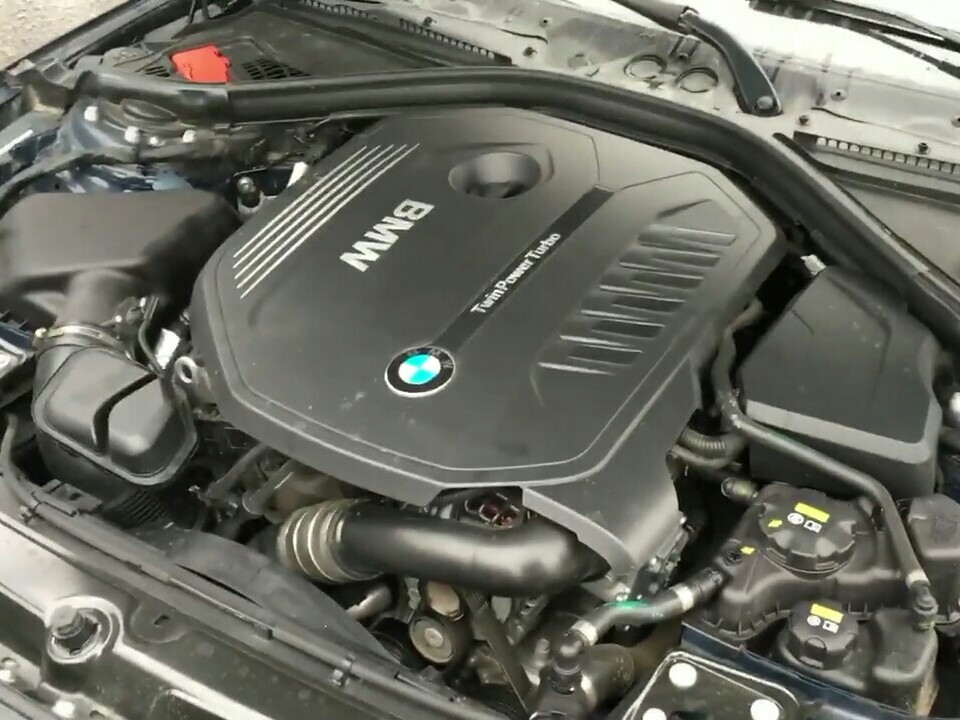
B58 im BMW 340i (F30/F31)

- F30 als 340i Limousine (2015 – 2019)[17]
- F31 als 340i Touring (2015 – 2019)
- F32 als 440i Coupé (2016 – 2021)
- F33 als 440i Cabrio (2016 – 2021)
- F34 als 340i Gran Turismo (2016 – 2020)
- F36 als 440i Gran Coupé (2016 – 2021)
- G11 als 740i Limousine (06/2015 – 05/2018)[3]

### 3,0 I 245 kW (333 PS)
- G05 als X5 xDrive40i (seit 12/2020)
- G06 als X6 xDrive40i (seit 12/2020)
- G07 als X7 xDrive40i (12/2020 – 08/2022)
- G30/G31 als 540i (seit 07/2020)

### 3,0 l 250 kW (340 PS)
- F20/F21 als M140i (2016 – 2019)
- F22/F23 als M240i (2016 – 2021)
- G05 als X5 xDrive40i (2018 – 12/2020)
- G06 als X6 xDrive40i (2018 – 12/2020)
- G07 als X7 xDrive40i (2018 – 12/2020)
- G11 als 740i (seit 2019, in der EU nur auf Nachfrage)
- G14/G15/G16 als 840i (seit 2019)
- G29 als Z4 M40i (seit 2019)
- G30/G31 als 540i (2017 – 2020)
- G32 als 640i (seit 2017)
- Toyota A90 als GR Supra (seit 2019)
- Morgan Plus 6 (seit 2019)

### 3,0 l 265 kW (360 PS)
- F30/F31 als 340i mit BMW M Performance Power and Sound Kit (2015 – 07/2018)[18]
- F34 als 340i mit BMW M Performance Power and Sound Kit (06/2016 – 07/2018)[18]
- F32/F33/F36 als 440i mit BMW M Performance Power and Sound Kit (2015 – 07/2018)[18]
- G01 als X3 M40i (seit 2017)
- G02 als X4 M40i (seit 2016)
- G30/G31 als 540i mit BMW M Performance Power and Sound Kit (seit 2017)

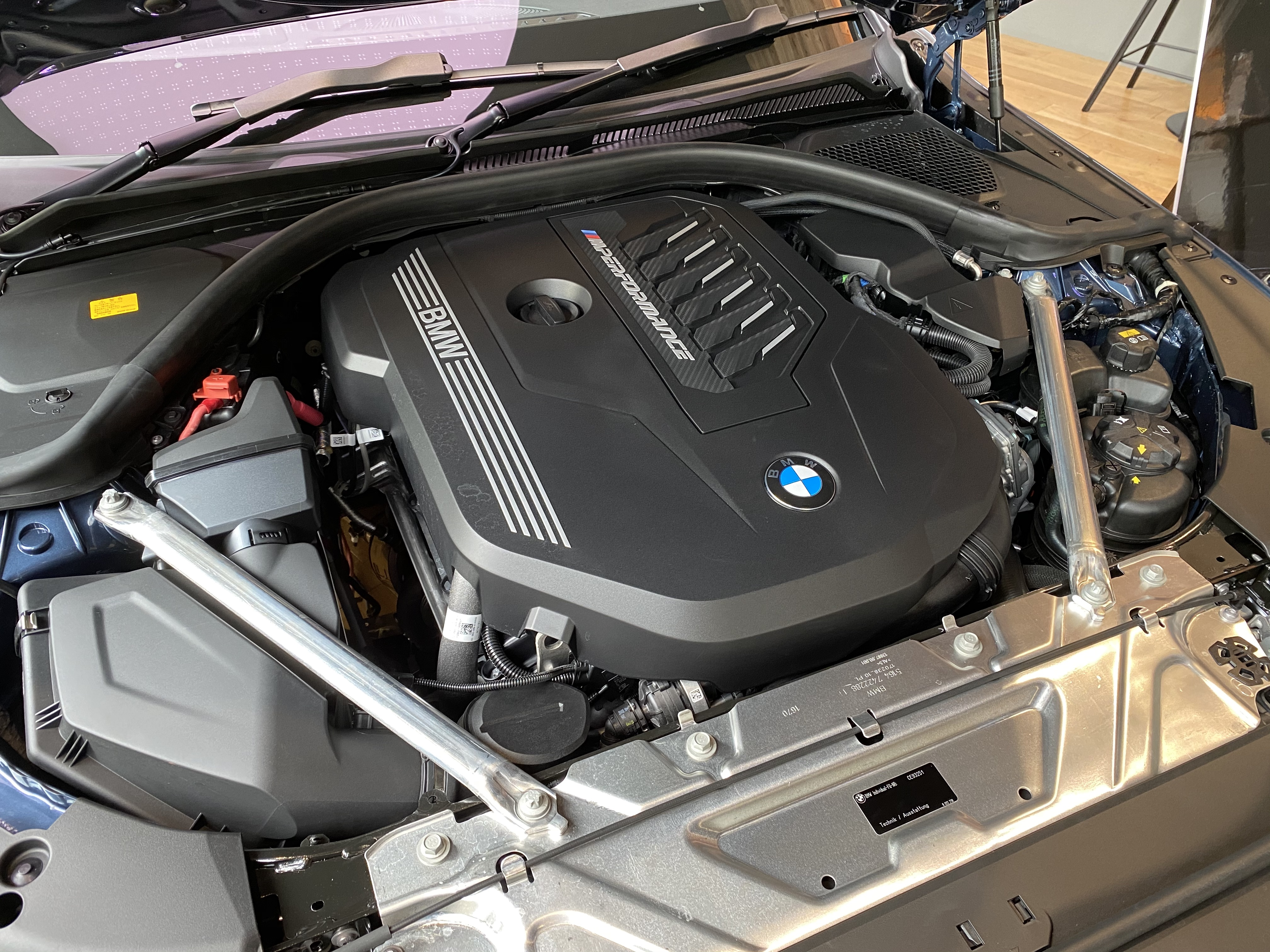
B58 im M440i G22

### 3,0 l 275 kW (374 PS)

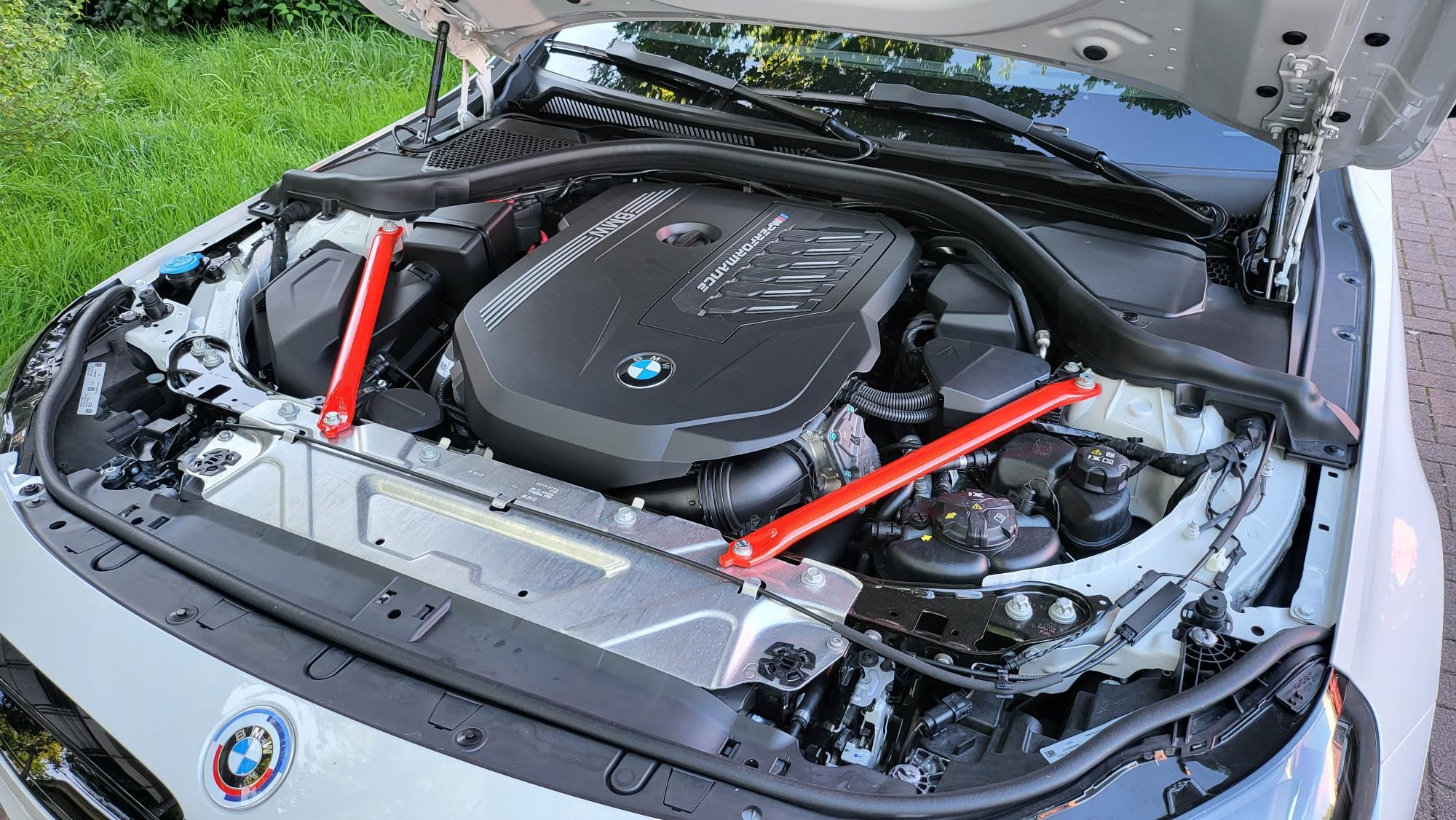
Motorraum eines G42 M240i mit B58 Motor und nachgerüsteten Domstreben in rot

- G20/G21 als M340i xDrive
- G22/G23/G26 als M440i (xDrive)[19]
- G42 als M240i (xDrive)

### 3,0 l 280 kW (381 PS)
- G05 als X5 xDrive40i (ab 04/2023)
- G07 als X7 xDrive40i (seit 08/2022)
- G70 als 740i (seit 11/2022, außerhalb von Europa)
- G70 als M760e xDrive (seit 03/2023)

### 3,0 l 285 kW (388 PS)
- G20 als M340i (Außerhalb von Europa)[20]

- G29 als Z4 M40i (Außerhalb von Europa)[21]
- Toyota A90 als GR Supra 3.0 (Außerhalb von Europa) (seit 06/2020)